# Distretto di Bhojpur (Nepal)
Il distretto di Bhojpur  è uno dei 77 distretti del Nepal, in seguito alla riforma costituzionale del 2015 fa parte della provincia di Koshi.
Situato nella parte orientale del paese ha una superficie di 1 507 km² e una popolazione di 182 459 abitanti (2011). Il capoluogo è la città di Bhojpur. Geograficamente il distretto appartiene alla zona collinare delle Mahabharat Lekh.
Il principale gruppo etnico presente nel distretto sono i Rai.
Una delle attività tradizionali della zona è la produzione del Kukri, il famoso coltello nepalese ricurvo, meglio noto come il coltello Gurkha.

## Municipalità
Il distretto è diviso in 9 municipalità, due urbane e sette rurali:
| No. | Tipo      | Nome            | Nepali       | Abitanti (2011) | Superficie |
| --- | --------- | --------------- | ------------ | --------------- | ---------- |
| 1   | Urbano    | Bhojpur         | भोजपुर         | 28,107          | 159.51     |
| 2   | Urbano    | Shadanand       | षडानन्द नगरपालिका | 31,612          | 241        |
| 3   | Rurale    | Hatuwagadhi     | हतुवागढी        | 20,404          | 142.61     |
| 4   | Rurale    | Ramprasad Rai   | रामप्रसाद राई    | 18,848          | 158.83     |
| 5   | Rurale    | Aamchok         | आमचोक         | 18,720          | 184.89     |
| 6   | Rurale    | Tyamke Maiyunm  | ट्याम्केमैयुम      | 17,911          | 173.41     |
| 7   | Rurale    | Arun Gaunpalika | अरुण          | 17,687          | 154.76     |
| 8   | Rurale    | Pauwadungma     | पौवादुङमा        | 15,394          | 118.86     |
| 9   | Rurale    | Salpasilichho   | साल्पासिलिछो       | 13,111          | 193.33     |
|     | Distretto | Bhojpur         | भोजपुर         |                 | 1,507      |